# Hu Qing
Hu Qing (født 19. januar 1986) er en kinesisk amatørbokser, som konkurrerer i vægtklassen letvægt. Qing har ingen større internationale resultater, og fik sin olympiske debut da han repræsenterede Kina under Sommer-OL 2008. Her blev han slået ud i kvartfinalen af Daouda Sow fra Frankrig i samme vægtklasse. Han vandt også en guldmedalje under Asien-legene i 2006 i Doha.